# Primer Foli
Mr. William Shakespeares Comedies, Histories, & Tragedies és la col·lecció publicada el 1623 de les obres de l'escriptor anglès William Shakespeare. Els estudiosos moderns s'hi solen referir com a Primer Foli (en anglès First Folio).
El Primer Foli, imprès en format foli, conté 36 obres de teatre (vegeu Llista d'obres de teatre de Shakespeare) i fou preparat per imprimir pels col·legues de Shakespeare John Heminges i Henry Condell. Fou dedicat a la «parella incomparable de camarades» («incomparable pair of brethren»): William Herbert, 3r comte de Pembroke i el seu germà Philip Herbert,, comte Montgomery (més tard 4t comte de Pembroke).
Encara que divuit obres de teatre de Shakespeare havien estat publicades en format de quart abans de 1623, el Primer Foli és l'únic text fiable per unes vint obres i una font valuosa del text per moltes de les anteriorment publicades. El foli inclou totes les obres que generalment s'accepten com a pròpies de Shakespeare, amb l'excepció de Pericles, príncep de Tir, Els dos nobles cavallers i les dues «obres perdudes», La història de Cardenio i Penes d'amor guanyades.